# Riswan Danijalowitsch Kurbanow

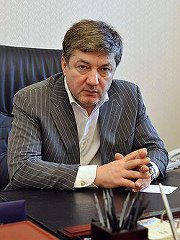
Riswan Kurbanow

Riswan Danijalowitsch Kurbanow (russisch Ризван Даниялович Курбанов; wiss. Transliteration Rizvan Danijalovič Kurbanov; * 3. Januar 1961 in Buinaksk) ist ein russischer Politiker.

## Leben
Kurbanow gehört zur nordkaukasischen Volksgruppe der Laken. Von 1979 bis 1981 leistete er seinen Militärdienst bei den sowjetischen Luftlandetruppen in Kirowobad, Aserbaidschanische SSR (heute Gəncə, Republik Aserbaidschan).
Von 1981 bis 1986 studierte er Jura an der Staatlichen Universität Dagestan. Zwischen 1986 und 2003 bekleidete Kurbanow verschiedene Positionen in der Autonomen Republik Dagestan und stieg im Laufe der Jahre vom Ermittlungspraktikanten bis zum stellvertretenden Staatsanwalt der Republik Dagestan.
Von 2004 bis 2006 war er stellvertretender Leiter der Hauptdirektion des Justizministeriums der Russischen Föderation für die Region Zentralrussland.
Vom 3. März 2010 bis Dezember 2011 war Kurbanow Erster stellvertretender Vorsitzender der Regierung der Republik Dagestan.
Kurbanow ist Mitglied der Fraktion „Einiges Russland“ (Единая Россия) und Mitglied des Staatsduma-Ausschusses für Sicherheit und Korruptionsbekämpfung. Er ist Leiter der Dagestanischen Kommission für Anpassung an das Zivilleben für diejenigen, die „terroristische und extremistische Aktivitäten“ stoppten.
Er war einer der Teilnehmer der hochrangig besetzten Internationalen Theologischen Konferenz „Islamische Lehre gegen Radikalismus“ am 25.–26. Mai 2012 in Moskau im Hotel Ritz-Carlton mit Teilnehmern aus Kuwait, Saudi-Arabien, Tunesien und Russland.
Wegen des russischen Angriffskrieges gegen die Ukraine wurde Kurbanow im Februar 2022 auf die EU-Sanktionsliste gesetzt. Wenige Wochen später wurde er vom Vereinigten Königreich sanktioniert.

## Veröffentlichungen (Auswahl)
- Prawowoje obespetschenije gossudarstwennoi graschdanskoi sluschby w Rossijskoi Federazii (Правовое обеспечение государственной гражданской службы в Российской Федерации). 2009